# The Isle of Content
The Isle of Content è un cortometraggio muto del 1915 diretto da George Nichols.

## Produzione
Il film fu prodotto dalla Selig Polyscope Company.

## Distribuzione
Il copyright del film, richiesto dalla Selig Polyscope Co., fu registrato il 17 luglio 1915 con il numero LP5909.
Distribuito dalla General Film Company, il film - un cortometraggio in tre bobine - uscì nelle sale cinematografiche statunitensi il 29 luglio 1915.